# Charli Arcouette-Martineau
Pour les articles homonymes, voir Arcouette et Martineau.
Charli Arcouette est une actrice québécoise, née le 16 avril 1986 à Montréal (Québec).

## Biographie
Elle s'est fait connaître grâce à l'émission jeunesse Ramdam où elle joue le rôle Chloé Mongeau. Après avoir grandi devant la caméra, elle décide d'aller étudier à l'École Nationale de Théâtre (ENT) : « Comme jeune actrice, j'étais campée dans des rôles toujours très semblables et j'avais envie d'aller chercher des outils pour proposer autre chose. » Comme la formation de l'ENT exige qu'elle n'accepte aucun contrat pendant l'année scolaire, elle complique la situation avec les tournages de Lance et compte. En réduisant son nombre de scènes dans le film, à la fin de sa deuxième année, et en tournant toutes ses scènes de la huitième saison de Lance et compte en une seule journée, au début de sa quatrième année, elle réussit à conserver son rôle.
C'est à l'âge de 26 ans qu'elle termine ses études à l'École Nationale de Théâtre pour se retrouver à l'affiche du Le Ventriloque au Théâtre de Quat'Sous. Depuis l'hiver 2013, elle joue dans un téléroman Mémoires vives où elle interprète une mère de trois enfants. Sa performance n'est pas passée inaperçue où elle gagne une récompense au Gala Prix Gémeaux 2014 et le chroniqueur de La Presse, Hugo Dumas, n'hésite pas à lui envoyer des fleurs pour son « naturel charmant ».

## Vie privée
En février 2017, elle annonce attendre son premier enfant sans révéler le nom de son conjoint.

## Filmographie

### Cinéma
- 2001 : La Forteresse suspendue de Roger Cantin : Suzie
- 2002 : Hivernam de Pascal Robitaille : Jeune Allemande
- 2005 : Maman Last Call de François Bouvier : Roxanne - ado enceinte
- 2010 : Lance et compte de Frédérik D'Amours : Jessica Lambert

### Télévision
- 2001 - 2008 : Ramdam : Chloé Mongeau
- 2002 : Lance et compte : Nouvelle Génération : Jessica Lambert
- 2004 : Lance et compte : La Reconquête : Jessica Lambert
- 2006 : Lance et compte : La Revanche : Jessica Lambert
- 2002 - 2008 : Annie et ses hommes : Amélie Bélanger-Séguin
- 2008 : Casino 2 : Nadine
- 2009 : Lance et compte : Le Grand Duel : Jessica Lambert
- 2012 : Lance et compte : La déchirure : Jessica Lambert
- 2013 - 2017 : Mémoires vives : Mathilde Hamelin-Berthier
- 2015 : Lance et compte : Jessica Lambert
- 2019 : La Faille : Johanne Dugal
- 2021 : Doute raisonnable : Jo Moreno

## Distinctions

### Récompenses
- Prix Gémeaux 2014 - Meilleure interprétation rôle de soutien féminin téléroman pour Mémoires vives